# Рокевей (Нью-Джерсі)
Рокевей (англ. Rockaway) — місто (англ. borough) в США, в окрузі Морріс штату Нью-Джерсі. Населення — 6598 осіб (2020).

## Географія
Рокевей розташований за координатами 40°53′45″ пн. ш. 74°31′3″ зх. д. / 40.89583° пн. ш. 74.51750° зх. д. (40.895786, -74.517431).  За даними Бюро перепису населення США в 2010 році місто мало площу 5,49 км², з яких 5,37 км² — суходіл та 0,12 км² — водойми.

## Демографія
Згідно з переписом 2010 року, у селищі мешкало 6438 осіб у 2443 домогосподарствах у складі 1657 родин. Було 2521 помешкання
Расовий склад населення:
| - 82,8 % — білих - 7,7 % — азіатів - 3,2 % — чорних або афроамериканців - 0,1 % — вихідців з тихоокеанських островів - 0,1 % — корінних американців - 4,1 % — осіб інших рас |

До двох чи більше рас належало 2,1 %. Частка іспаномовних становила 15,1 % від усіх жителів.
За віковим діапазоном населення розподілялося таким чином: 22,1 % — особи молодші 18 років, 65,6 % — особи у віці 18—64 років, 12,3 % — особи у віці 65 років та старші. Медіана віку мешканця становила 40,7 року. На 100 осіб жіночої статі у селищі припадало 95,0 чоловіків;  на 100 жінок у віці від 18 років та старших — 92,0 чоловіків також старших 18 років.
Середній дохід на одне домашнє господарство  становив 100 600 доларів США (медіана — 78 604), а середній дохід на одну сім'ю — 117 495 доларів (медіана — 94 180). Медіана доходів становила 54 978 доларів для чоловіків та 60 158 доларів для жінок. За межею бідності перебувало 2,3 % осіб, у тому числі 1,4 % дітей у віці до 18 років та 3,9 % осіб у віці 65 років та старших.
Цивільне працевлаштоване населення становило 3686 осіб. Основні галузі зайнятості: освіта, охорона здоров'я та соціальна допомога — 25,6 %, виробництво — 14,2 %, роздрібна торгівля — 12,3 %, науковці, спеціалісти, менеджери — 11,6 %.